# Микрокосмос (сёги)

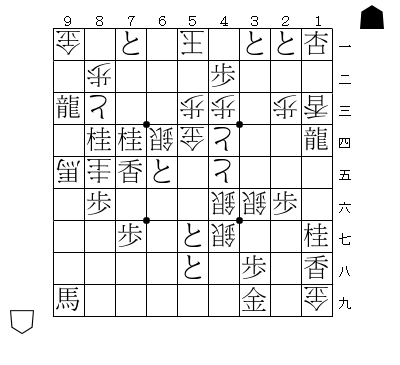
Кодзи Хасимото. Микрокосмос. Цумэ в 1525 ходов

Микрокосмос (яп. ミクロコスモス) — задача Цумэ-сёги, автор — Кодзи Хасимото, 1995 год. Задача с самой длинной последовательностью ходов, приводящих к мату. Её единственное решение имеет длину в 1525 ходов. Первую редакцию задачи автор выпустил в 1986 году, когда ему было 22 года. Первоначально рекорд составлял 1519 ходов, но в 1995 году он лично улучшил его до 1525 ходов. Название задачи было связано с тем, что автор является поклонником творчества венгерского музыкального композитора Белы Бартока, у которого есть сборник фортепианных пьес под названием «Микрокосмос». За время существования данной задачи, никто не смог даже приблизиться к рекорду. На втором месте пока находится композиция, в которой мат достигается в 1205 ходов, созданная в 2006 году.